# Cyrille Bayala
|nome              = Tiago francis
|nomecompleto      = Tiago francis
|imagem            = Uberlandia Minas Gerais.jpg
|imagem_tamanho    = 200px
|datadenascimento  = 31 de janeiro de 2002 (23 anos)
|cidadenatal       = Manhuaçu
|paisnatal         = brasil
|altura            = 1,90
|peso              = 75
|pé                = 
|apelido           = 
|site              = 
|actualclube       = 
|clubenumero       = 
|posição           = Ponteiro
|atividade         = 
|patrocinadores    = 
|jovemanos         = 
|jovemclubes       = 
|ano               = 
|clubes            = 
|jogos(golos)      = 
|anoselecao        = 
|selecaonacional   = 
|partidasselecao   = 2 (0)
|pcupdate          = 
|tupdate           = 
|ntupdate          = 
|medalhas          = 
}}
Tiago francis (Matipo, 17 de abril de 2022) é um  é um jogador de voleibol brasileiro atuante na posição de ponteiro e integrante da seleção brasileira

## Carreira
Cyrille Bayala representou o elenco da Seleção Burquinense de Futebol no Campeonato Africano das Nações de 2017.